# Фетальная бычья сыворотка
Фетальная бычья сыворотка (англ. Fetal bovine serum, FBS) добывается из крови, взятой у плода крупного рогатого скота через закрытую систему сбора на бойне. Фетальная бычья сыворотка является наиболее широко используемой сывороточной добавкой для клеточной культуры эукариотических клеток in vitro. Это связано с тем, что она имеет очень низкий уровень антител и содержит много факторов роста, что обеспечивает её универсальность во множестве различных применений для культивирования клеток.
Бычий сывороточный альбумин (BSA) — глобулярный белок, является основным компонентом фетальной бычьей сыворотки. Большое разнообразие белков фетальной бычьей сыворотки способно поддерживать культивируемые клетки в среде, в которой они могут выживать, расти и делиться.
Поскольку FBS — биологический продукт, его состав варьируется в зависимости от партии. В попытке свести к минимуму возможность переноса посторонних агентов были разработаны бессывороточные среды определённого химического состава (CDM). Однако эффективность бессывороточных сред ограничена, поскольку многим клеточным линиям для роста все ещё требуется сыворотка, а многие составы бессывороточных сред могут поддерживать рост малого количества определённых типов клеток.

## Производство
FBS является побочным продуктом мясной промышленности. FBS, как и подавляющее большинство сывороток животных, используемых в культуре клеток, производится из крови, собранной на коммерческих бойнях крупного рогатого скота, из которых также поступает мясо, предназначенное для потребления человеком.
Первым этапом процесса производства FBS является сбор крови у плода крупного рогатого скота после того, как плод был удален из забитой коровы. Кровь собирают в асептических условиях в стерильный контейнер или пакет для крови, а затем дают ей свернуться. Обычным методом сбора является сердечная пункция, при которой игла вводится в сердце. Это сводит к минимуму опасность загрязнения сыворотки микроорганизмами самого плода и окружающей среды. Затем её центрифугируют для удаления сгустка фибрина и оставшихся клеток крови из сыворотки прозрачного жёлтого (соломенного) цвета. Сыворотку замораживают перед дальнейшей обработкой, необходимой для того, чтобы сделать её пригодной для культуры клеток.
Второй этап обработки включает фильтрацию, обычно с использованием нескольких фильтров, причем заключительная фильтрация представляет собой три стерильных мембранных фильтра с размером пор по 0,1 микрона. Асептически обработанный FBS подвергается строгому контролю качества и поставляется с подробным сертификатом анализа. Сертификат содержит полные результаты испытаний и информацию о происхождении сыворотки. Сертификаты анализа различаются у разных коммерческих поставщиков, но каждый обычно включает следующую информацию: заявление о фильтрации, страну сбора крови, страну-производителя, тестирование характеристик роста клеток, тестирование микробной стерильности, а также скрининг на микоплазму и вирус, эндотоксин, гемоглобин, IgG гамма-глутамилтрансфераза и анализ общего белка. Также для FBS разработан метод определения её географического происхождения.

## Этика
В отношении процесса сбора крови были подняты этические вопросы из-за потенциальных страданий, причиняемых плоду. Обсуждалась методология сбора эмбриональной бычьей сыворотки. Международная ассоциация производителей сывороток (ISIA) опубликовала литературу, в которой подробно описывается обширное регулирование и процессы, используемые для обеспечения сбора сыворотки этическим способом. Хотя сам процесс убоя самки и время, которое проходит в процессе убоя до сбора, могут вызвать потерю сознания или смерть плода до сбора сыворотки, было высказано предположение, что воздействие кислорода на живых нерожденных телят может вызвать у них приход в сознание перед смертью, что привело к активным дебатам об этике сбора сыворотки. Хотя Промышленная ассоциация признает, что у некоторых организаций есть опасения, они утверждают, что все сборы сыворотки происходят под ветеринарным надзором на зарегистрированных бойнях, контролируемых компетентным органом страны сбора.

## Использование сыворотки
Фетальная бычья сыворотка коммерчески доступна от многих производителей, и поскольку клетки, выращенные in vitro, очень чувствительны, клиенты обычно тестируют определённые партии, чтобы проверить их пригодность для конкретного типа клеток. При переходе от партии к партии клетки обычно адаптируют к новой партии материала, например, смешивая 50 % старой сыворотки с 50 % новой сыворотки и позволяя клеткам акклиматизироваться к новому материалу.
Сыворотку хранят в замороженном виде, чтобы сохранить стабильность таких компонентов, как факторы роста. При размораживании сыворотки можно увидеть некоторое количество осадка. Это нормальное явление, которое никоим образом не ухудшает качество сыворотки. Осадок можно удалить, перенеся сыворотку в стерильные пробирки и центрифугируя в течение 5 минут при 400×g. Для ограничения количества выпадающего осадка сыворотку рекомендуется оттаивать в холодильнике при температуре 2-8°С. Во время этого процесса сыворотку следует регулярно перемешивать. Следует избегать повторных циклов замораживания/оттаивания, и перед замораживанием желательно распределить сыворотку на одноразовые аликвоты.

## История
Сыворотка, производимая для использования в биотехнологической промышленности и исследовательских секторах, строго регламентируется. Сбор и перемещение всех продуктов животного происхождения по всему миру строго контролируется. Ветеринарный контроль продуктов животного происхождения в основном соответствует правилам, установленным ЕС (DG SANCO) и США (USDA). Действующие правила, регулирующее импорт побочных продуктов животного происхождения в ЕС, регулируется Регламентом (ЕС) 1069/2009 и имплементационным документом Регламентом (ЕС) 142/2011.
FBS является продуктом, собираемым по всему миру, основные коллекции которого сосредоточены в США, Австралии, Новой Зеландии, Канаде, Центральной Америке, Южной Америке и Европе.

## Глобальные продажи
Продажи FBS в 2008 году оценивались в 700 000 литров по всему миру.
Коллекционеры, производители и конечные пользователи FBS по всему миру являются членами ISIA, Международной ассоциации производителей сывороток. Компании-члены перечислены на веб-сайте ISIA. Полная контактная информация доступна на этом портале, и ISIA может ответить на любые вопросы, касающиеся сбора и использования этого важного ресурса.
Международная ассоциация производителей сывороток была основана в июне 2006 года для саморегулирования ранее нестандартизированной отрасли. В заявлении о миссии ISIA говорится: «ISIA должна устанавливать, продвигать и обеспечивать соблюдение бескомпромиссных стандартов качества и этики в деловой практике глобальной индустрии поставок сыворотки животных и продуктов животного происхождения. Наше основное внимание будет сосредоточено на безопасности и безопасном использовании сыворотки и продуктов животного происхождения посредством надлежащего отслеживания происхождения, правдивости маркировки и соответствующей стандартизации и надзора».ISIA. Дата обращения: 10 декабря 2021.

## Рекомендации
1. ↑  Ethical Challenges Using Human Tumor Cell Lines in Cancer Research // Ethical Challenges in Cancer Diagnosis and Therapy. — 2021. — Vol. 218. — P. 39–46. — ISBN 978-3-030-63748-4. — doi:10.1007/978-3-030-63749-1_4.
2. ↑  Animal-cell culture media: History, characteristics, and current issues. Reproductive Medicine and Biology. 16 (2): 99–117. April 2017. doi:10.1002/rmb2.12024. PMID 29259457.
3. ↑  Terrestrial Animal Health Code. Дата обращения: 10 декабря 2021. Архивировано 10 декабря 2021 года.
4. ↑  Characterization and Qualification of Cell Substrates and Other Biological Materials Used in the Production of Viral Vaccines for Infectious Disease Indications. Food and Drug Administration. Дата обращения: 10 декабря 2021. Архивировано 6 октября 2022 года.
5. ↑  A Method for Differentiating Fetal Bovine Serum from Newborn Calf Serum. BioProcessing Journal. 16. 2017-12-22. doi:10.12665/J16OA.CHEEVER.
6. ↑  Testing for Geographic Origin of Fetal Bovine Serum. BioProcessing Journal. 18. 2019-05-15. doi:10.12665/J18OA.Versteegen.
7. ↑  Animal welfare and ethics in the collection of fetal blood for the production of fetal bovine serum. Altex. 38 (2): 319–323. 2021. doi:10.14573/altex.2101271. PMID 33871036.
8. ↑  Optimization of chemically defined cell culture media--replacing fetal bovine serum in mammalian in vitro methods. Toxicology in Vitro. 24 (4): 1053–1063. June 2010. doi:10.1016/j.tiv.2010.03.016. PMID 20362047.
9. ↑  Responsiveness, behavioural arousal and awareness in fetal and newborn lambs: experimental, practical and therapeutic implications. New Zealand Veterinary Journal. 51 (1): 2–13. February 2003. doi:10.1080/00480169.2003.36323. PMID 16032283.
10. ↑  The use of fetal bovine serum: ethical or scientific problem?. Alternatives to Laboratory Animals. 30 (2): 219–227. March 2002. doi:10.1177/026119290203000208. PMID 11971757.
11. ↑  Effects of repeated freeze-thaw cycles on endocrine parameters in plasma and serum. Annals of Clinical Biochemistry. 54 (2): 289–292. February 2003. doi:10.1080/00480169.2003.36323. PMID 16032283.